# Championnats du monde d'escrime 1999
Navigation
Édition précédente Édition suivante
Les Championnats du monde d'escrime 1999 se sont tenus du 1er novembre au 8 novembre à Séoul (Corée du Sud).

## Résultats

### Fleuret

#### Hommes
| Épreuves   | Or                                                                                   | Argent                                                    | Bronze                                                                                |
| ---------- | ------------------------------------------------------------------------------------ | --------------------------------------------------------- | ------------------------------------------------------------------------------------- |
| Individuel | Serhiy Holubytskyy                                                                   | Matteo Zennaro                                            | Wolfgang Wienand Kim Young-ho                                                         |
| Par équipe | France - Lionel Plumenail - Patrice Lhotellier - Jean-Noël Ferrari - Jean-Yves Robin | Chine - Wang Haibin - Ye Chong - Zhang Jie - Dong Zhaozhi | Pologne - Adam Krzesinski - Piotr Kielpikowski - Slawomir Mocek - Wojciech Szuchnicki |

#### Femmes
| Épreuves   | Or                                                                   | Argent                                                                                  | Bronze                                                |
| ---------- | -------------------------------------------------------------------- | --------------------------------------------------------------------------------------- | ----------------------------------------------------- |
| Individuel | Valentina Vezzali                                                    | Sabine Bau                                                                              | Iris Zimmermann Svetlana Bojko                        |
| Par équipe | Allemagne - Sabine Bau - Monika Weber - Gesine Schiel - Simone Bauer | Pologne - Sylwia Gruchala - Barbara Wolnicka - Magdalena Mroczkiewicz - Alicja Kryczalo | Chine - Xiao Aihua - Meng Jie - Yuan Li - Shi Haiying |

### Épée

#### Hommes
| Épreuves   | Or                                                                            | Argent                                                                                 | Bronze                                                                        |
| ---------- | ----------------------------------------------------------------------------- | -------------------------------------------------------------------------------------- | ----------------------------------------------------------------------------- |
| Individuel | Arnd Schmitt                                                                  | Péter Vánky                                                                            | Pavel Kolobkov Kaido Kaaberma                                                 |
| Par équipe | France - Jean-François Di Martino - Eric Srecki - Hugues Obry - Rémy Delhomme | Allemagne - Arnd Schmitt - Marc-Konstantin Steifensand - Jörg Fiedler - Elmar Borrmann | Cuba - Iván Trevejo - Carlos Pedroso - Nilson Loyola Torriente - Camilo Boris |

#### Femmes
| Épreuves   | Or                                                                    | Argent                                  | Bronze                                                                     |
| ---------- | --------------------------------------------------------------------- | --------------------------------------- | -------------------------------------------------------------------------- |
| Individuel | Laura Flessel-Colovic                                                 | Diana Romagnoli                         | Ildikó Mincza-Nébald Miraida García-Soto                                   |
| Par équipe | Hongrie - Ildikó Mincza - Gyöngyi Szalay - Hajnalka Tóth - Tímea Nagy | Chine - Yang Shaoqi - Liang Qin - Li Na | Allemagne - Imke Duplitzer - Claudia Bokel - Kristina Ophardt - Katja Nass |

### Sabre

#### Hommes
| Épreuves   | Or                                                                                 | Argent                                                                           | Bronze                                                                               |
| ---------- | ---------------------------------------------------------------------------------- | -------------------------------------------------------------------------------- | ------------------------------------------------------------------------------------ |
| Individuel | Damien Touya                                                                       | Stanislav Pozdniakov                                                             | Jean-Philippe Daurelle Luigi Tarantino                                               |
| Par équipe | France - Damien Touya - Jean-Philippe Daurelle - Matthieu Gourdain - Julien Pillet | Pologne - Marcin Sobala - Norbert Jaskot - Rafal Sznajder - Arkadiusz Nowinowski | Russie - Stanislav Pozdniakov - Aleksey Frosin - Sergey Sharikov - Aleksey Dyachenko |

#### Femmes
| Épreuves   | Or                                                                            | Argent                                                                          | Bronze                                                            |
| ---------- | ----------------------------------------------------------------------------- | ------------------------------------------------------------------------------- | ----------------------------------------------------------------- |
| Individuel | Elena Jemayeva                                                                | Ilaria Bianco                                                                   | Eve Pouteil-Noble Anna Ferraro                                    |
| Par équipe | Italie - Ilaria Bianco - Anna Ferraro - Alessia Tognolli - Daniela Colaiacomo | France - Ève Pouteil-Noble - Cécile Argiolas - Anne-Lise Touya - Magali Carrier | Azerbaïdjan - Elena Jemayeva - Anjela Volkova - Tatiana Diachenko |

## Tableau des médailles
| Rang | Nation       | Or | Argent | Bronze | Total |
| ---- | ------------ | -- | ------ | ------ | ----- |
| 1    | France       | 5  | 1      | 2      | 8     |
| 2    | Allemagne    | 2  | 2      | 2      | 6     |
| 3    | Italie       | 2  | 2      | 2      | 6     |
| 4    | Azerbaïdjan  | 1  | 0      | 1      | 2     |
| 5    | Hongrie      | 1  | 0      | 1      | 2     |
| 6    | Ukraine      | 1  | 0      | 0      | 1     |
| 7    | Chine        | 0  | 2      | 1      | 3     |
| 8    | Pologne      | 0  | 2      | 1      | 3     |
| 9    | Russie       | 0  | 1      | 3      | 4     |
| 10   | Suède        | 0  | 1      | 0      | 1     |
| 11   | Suisse       | 0  | 1      | 0      | 1     |
| 12   | Cuba         | 0  | 0      | 2      | 2     |
| 13   | Corée du Sud | 0  | 0      | 1      | 1     |
| 14   | Estonie      | 0  | 0      | 1      | 1     |
| 15   | États-Unis   | 0  | 0      | 1      | 1     |